# 克谢尼娅·波利卡波娃
克谢尼娅·波利卡波娃（俄语：Ксения Поликарпова，1990年3月11日—），原俄羅斯女子羽毛球運動員，2017年起代表以色列參加國際比賽。

## 簡歷
2013年，克谢尼娅·波利卡波娃與伊琳娜·克列布科合作，連奪愛沙尼亞國際賽、羅馬尼亞國際賽、克羅地亞國際賽和立陶宛公開賽女雙冠軍。
同年8月，克谢尼娅·波利卡波娃參加中國廣州舉行的世界羽毛球錦標賽，又與伊琳娜·克列布科出戰女子雙打項目，但在首圈就以1比2（13-21、21-19、9-21）負於馬來西亞的吳柳螢/林芸如出局。
2015年8月，波利卡波娃參加印尼雅加達舉行的世界羽毛球錦標賽，出戰女子單打項目，首圈就以1比2（14-21、9-21）不敵新加坡的陈嘉园出局。

## 主要比賽成績
只列出曾進入準決賽的國際賽事成績：
| 年份        | 賽事                       | 公開賽級別 | 項目     | 搭檔                  | 成績   |
| ----------- | -------------------------- | ---------- | -------- | --------------------- | ------ |
| 代表 俄羅斯 |                            |            |          |                       |        |
| 2009年      | 愛沙尼亞羽毛球國際賽       | 國際系列賽 | 女子雙打 | 伊琳娜·克列布科       | 亞軍   |
| 2009年      | 愛沙尼亞羽毛球國際賽       | 國際系列賽 | 混合雙打 | 安德烈·阿什马林       | 亞軍   |
| 2009年      | 歐洲青年羽毛球錦標賽       | 其他       | 女子雙打 | Elena Komendrovskaya  | 銅牌   |
| 2009年      | 哈爾科夫羽毛球國際賽       | 國際系列賽 | 混合雙打 | 尼古拉·乌卡卡         | 準決賽 |
| 2009年      | 匈牙利羽毛球國際賽         | 國際系列賽 | 女子雙打 | 伊琳娜·克列布科       | 亞軍   |
| 2010年      | 克羅地亞羽毛球國際賽       | 國際系列賽 | 女子單打 | －                    | 準決賽 |
| 2010年      | 克羅地亞羽毛球國際賽       | 國際系列賽 | 女子雙打 | 伊琳娜·克列布科       | 準決賽 |
| 2010年      | 羅馬尼亞羽毛球國際賽       | 國際系列賽 | 女子雙打 | 伊琳娜·克列布科       | 準決賽 |
| 2012年      | 比利時羽毛球國際賽         | 國際挑戰賽 | 女子雙打 | 伊琳娜·克列布科       | 準決賽 |
| 2012年      | 匈牙利羽毛球國際賽         | 國際系列賽 | 女子單打 | －                    | 準決賽 |
| 2013年      | 愛沙尼亞羽毛球國際賽       | 國際系列賽 | 女子雙打 | 伊琳娜·克列布科       | 冠軍   |
| 2013年      | 奧地利羽毛球國際挑戰賽     | 國際挑戰賽 | 女子雙打 | 伊琳娜·克列布科       | 準決賽 |
| 2013年      | 羅馬尼亞羽毛球國際賽       | 國際系列賽 | 女子雙打 | 伊琳娜·克列布科       | 冠軍   |
| 2013年      | 波蘭羽毛球公開賽           | 國際挑戰賽 | 女子雙打 | 伊琳娜·克列布科       | 準決賽 |
| 2013年      | 克羅地亞羽毛球國際賽       | 國際系列賽 | 女子雙打 | 伊琳娜·克列布科       | 冠軍   |
| 2013年      | 葡萄牙羽毛球國際賽         | 國際系列賽 | 女子單打 | －                    | 亞軍   |
| 2013年      | 葡萄牙羽毛球國際賽         | 國際系列賽 | 女子雙打 | 伊琳娜·克列布科       | 準決賽 |
| 2013年      | 立陶宛羽毛球公開賽         | 未來系列賽 | 女子單打 | －                    | 準決賽 |
| 2013年      | 立陶宛羽毛球公開賽         | 未來系列賽 | 女子雙打 | 伊琳娜·克列布科       | 冠軍   |
| 2013年      | 俄羅斯羽毛球大獎賽         | 大獎賽     | 女子單打 | －                    | 亞軍   |
| 2013年      | 俄羅斯羽毛球大獎賽         | 大獎賽     | 女子雙打 | 伊琳娜·克列布科       | 亞軍   |
| 2014年      | 奧地利羽毛球國際挑戰賽     | 國際挑戰賽 | 女子雙打 | 伊琳娜·克列布科       | 準決賽 |
| 2015年      | 哈薩克羽毛球國際賽         | 國際系列賽 | 女子單打 | －                    | 準決賽 |
| 2015年      | 哈薩克羽毛球國際賽         | 國際系列賽 | 女子雙打 | 塔吉娜·比比克         | 冠軍   |
| 2015年      | 拉各斯羽毛球國際挑戰賽     | 國際挑戰賽 | 女子單打 | －                    | 準決賽 |
| 2016年      | 烏干達羽毛球國際賽         | 國際系列賽 | 女子單打 | －                    | 準決賽 |
| 2016年      | 世界大學生羽毛球錦標賽     | 其他       | 混合團體 | －                    | 銅牌   |
| 2016年      | 世界大學生羽毛球錦標賽     | 其他       | 女子雙打 | 叶夫根尼娅·科泽茨卡亚 | 銅牌   |
| 2016年      | 俄羅斯羽毛球大獎賽         | 大獎賽     | 女子單打 | －                    | 準決賽 |
| 2016年      | 俄羅斯羽毛球大獎賽         | 大獎賽     | 女子雙打 | 叶夫根尼娅·科泽茨卡亚 | 亞軍   |
| 2017年      | 愛沙尼亞羽毛球國際賽       | 國際系列賽 | 女子單打 | －                    | 亞軍   |
| 2017年      | 伊朗羽毛球國際挑戰賽       | 國際挑戰賽 | 女子單打 | －                    | 冠軍   |
| 代表 以色列 |                            |            |          |                       |        |
| 2017年      | 贊比亞羽毛球國際賽         | 國際系列賽 | 女子單打 | －                    | 亞軍   |
| 2018年      | 愛沙尼亞羽毛球國際賽       | 國際系列賽 | 女子單打 | －                    | 冠軍   |
| 2018年      | 荷蘭羽毛球國際賽           | 國際系列賽 | 女子單打 | －                    | 準決賽 |
| 2018年      | 拉各斯羽毛球國際挑戰賽     | 國際挑戰賽 | 女子單打 | －                    | 冠軍   |
| 2018年      | 保加利亞羽毛球公開賽       | 國際系列賽 | 女子單打 | －                    | 準決賽 |
| 2018年      | 哈爾科夫羽毛球國際賽       | 國際挑戰賽 | 女子單打 | －                    | 準決賽 |
| 2018年      | 以色列夏瑣羽毛球國際賽     | 未來系列賽 | 女子單打 | －                    | 冠軍   |
| 2018年      | 以色列夏瑣羽毛球國際賽     | 未來系列賽 | 女子雙打 | 克里斯蒂娜·斯利希     | 冠軍   |
| 2019年      | 牙買加羽毛球國際賽         | 國際系列賽 | 女子單打 | －                    | 亞軍   |
| 2019年      | 巴西羽毛球國際挑戰賽       | 國際挑戰賽 | 女子單打 | －                    | 準決賽 |
| 2019年      | 拉各斯羽毛球國際經典賽     | 國際挑戰賽 | 女子單打 | －                    | 準決賽 |
| 2019年      | 以色列夏瑣羽毛球國際賽     | 未來系列賽 | 女子單打 | －                    | 冠軍   |
| 2019年      | 以色列夏瑣羽毛球國際賽     | 未來系列賽 | 女子雙打 | Heli Neiman           | 冠軍   |
| 2021年      | 立陶宛羽毛球國際賽         | 未來系列賽 | 女子單打 | －                    | 準決賽 |
| 2022年      | 以色列羽毛球公開賽         | 未來系列賽 | 女子單打 | －                    | 亞軍   |
| 2022年      | 墨西哥羽毛球國際賽         | 國際系列賽 | 女子單打 | －                    | 亞軍   |
| 2023年      | 塔吉克斯坦羽毛球國際系列賽 | 國際系列賽 | 女子單打 | －                    | 亞軍   |
| 2023年      | 喀麥隆羽毛球國際賽         | 國際系列賽 | 女子單打 | －                    | 亞軍   |

| 2007-2017年 | 首要超級賽 | 超級賽 | 黃金大獎賽 | 大獎賽 | 國際挑戰賽 | 國際系列賽 | 未來系列賽 | 其他 |

| 2018-2026年 | 總決賽 | 超級1000賽 | 超級750賽 | 超級500賽 | 超級300賽 | 超級100賽 | 國際挑戰賽 | 國際系列賽 | 未來系列賽 | 其他 |

### 奧運會和世錦賽參賽紀錄
|          | 搭檔            | 2013 | 2014 | 2015 |      | 2019       | 2020 | 2021 | 2022 |
| 女子單打 | －              | －   | －   | 64強 | 64強 | 小組第三名 | 64強 | 64強 |      |
|          |                 |      |      |      |      |            |      |      |      |
| 女子雙打 | 伊琳娜·克列布科 | 64強 | 32強 | －   | －   | －         | －   | －   |      |